# Горлей Петро Миколайович
Петро Миколайович Горлей (7 липня 1945; Сокиряни, Сокирянський район, Чернівецька область, Українська РСР, СРСР — 31 жовтня 2009, м. Чернівці, Україна) — український теплоенергетик, Доктор фізико-математичних наук. Професор. Завідувач кафедри електроніки й енергетики Чернівецького національного університету ім. Юрія Федьковича. Академік Міжнародної термоелектричної академії. Член редакції журналу «Термоелектрика».

## Життєпис
Петро Горлей народився 8 липня 1945 року у містечку Секуряни, нині райцентр Сокиряни Чернівецької області (Україна). Навчався на фізичному факультеті Чернівецького державного університету. Після закінчення аспірантури при Інституті фізики НАН України у 1976 році захистив кандидатську дисертацію. Працював старшим науковим співробітником та завідувачем науково-дослідної лабораторії при кафедрі електроніки ЧДУ. З 1986 року на викладацьких посадах: доцент, а після захисту у 1992 році докторської дисертації — професор кафедри радіотехніки. З 1995 року — завідувач кафедри електроніки і енергетики Чернівецького національного університету ім. Юрія Федьковича.

## Наукові інтереси, творчі набутки
Петро Горлей відомий широкому колу наукової громадськості. Автор понад 200 наукових праць, зокрема трьох написаних у співавторстві монографій:
- Процеси перенесення в телурі.
- Вузькозонні напівпровідники. Одержання й фізичні властивості.
- Варіаційний метод у кінетичній теорії.

Наукові інтереси вченого — актуальні проблеми напівпровідникового матеріалознавства, теорії нерівноважних процесів і явищ самоорганізації, відновлюваних та нетрадиційних джерел енергії. За його ініціативою в ЧНУ було відкрито нову спеціальність — «Нетрадиційні джерела енергії». Професор П. М. Горлей підготував 7 кандидатів фізико-математичних наук, керував дисертаційними роботами кількох аспірантів та докторанта. Був керівником бюджетної науково-дослідної теми, виконуваного плану Міністерства освіти і науки України, тем, фінансованих Фондом фундаментальних досліджень, а також науково-технічних проєктів Управління міжнародного співробітництва цього ж міністерства. Очолювана ним кафедра електроніки й нетрадиційної енергетики ЧНУ налагодила плідне співробітництво із вченими Польщі, Чехії, Італії, Бельгії, Франції, Мексики, Індії, Китаю.
Був одним з ініціаторів заснування міжрегіональної асоціації нетрадиційних і відновлюваних джерел енергії. Спільно з промисловими підприємствами Чернівецького регіону успішно працював над розв'язанням проблем, що стосуються джерел вітро- і малої гідроенергетики та виробництва сонячних модулів. Був членом колективу співробітників Інституту термоелектрики НАН МОН України.

## Відзнаки, нагороди
- Кандидат фізико-математичних наук (1976).
- Доктор фізико-математичних наук (1992).
- Професор.
- Академік Міжнародної термоелектричної академії.
- Відмінник освіти України.
- Премія Міністерства освіти і науки України.